# Mari Kalkun
Mari Kalkun (ur. 1 kwietnia 1986) – estońska piosenkarka, instrumentalistka i kompozytorka specjalizująca się we współczesnej muzyce ludowej.  
Wychowała się w estońskim południowo-wschodnim regionie Võrumaa, zamieszkałym przez ludność Võro. Od dzieciństwa inspirowała się w twórczości bałtyjskim zimowym krajobrazem, odgłosami ptaków, lasów i bagien. Jej kuzynem jest muzyk i folkorysta Andreas Kalkun, z którym często współpracowała. Studiowała zarządzanie kulturą w Akademii Kultury Viljandi. Następnie podjęła studia muzyczne w Estońskiej Akademii Muzyki i Teatru oraz była studentką wymiany w Akademii Sibeliusa w Helsinkach w Finlandii. Ukończyła studia magisterskie ze śpiewu tradycyjnego. Opanowała sztukę łączenia muzyki ludowej z jazzem.
Śpiewa i komponuje własną muzykę oraz gra na kilku instrumentach, w tym na estońskiej cytrze, fortepianie, akordeonie i gitarze.
Ma na swoim koncie 5 płyt CD. Swój pierwszy solowy album Üü tulõk wydała w 2007 roku. Po wydaniu albumu brała udział w koncertach we Francji, Wielkiej Brytanii, Finlandii i Rosji. W 2009 roku wystąpiła w Japonii razem z estońską artystką Pastacas, gdzie zarejestrowano nagrania jej muzyki. 
Późniejsze nagrania wydano na płytach Dear Rain (2010), Tii ilo (2015) gdzie występowała wraz z zespołem Runorum oraz Upa-upa ubinakõnõ (2015) w jej ojczystym dialekcie Võru. CD Ilmamõtsan został wydany w listopadzie 2017 roku. Składa się z 12 piosenek w języku estońskim Võru, w większości inspirowanych tekstami lokalnych poetów. Album Ilmamõtsan z 2018 roku zawiera piosenki inspirowane tradycyjną muzyką ludową Estonii, zwłaszcza z wiosek Võru w południowo-wschodniej Estonii, skąd pochodzi artystka. 
W 2013 roku została wybrana najlepszą wokalistką w ramach estońskich nagród Ethno Music Awards a jej album Tii ilo został w 2016 nominowany do Best Ethno Music Album. 
W 2017 roku artystka wraz z zespołem Runorum koncertowała w Polsce w Filharmonii Szczecińskiej. W 2018 roku Polskie Radio transmitowało koncert EBU z udziałem Mari Kalkun grającej na cytrze kannel nagrany na targach WOMEX w Tampere w Finlandii. 

## Dyskografia
- 2007 Üü tulõk (Arrival of the Night)
- 2010 Dear Rain
- 2015 Tii ilo
- 2015 Upa-upa ubinakõnõ
- 2017 Ilmamõtsan